# Tính hiện đại
Văn minh hiện đại, một chủ đề trong khoa học xã hội và nhân văn, vừa là thời kỳ lịch sử (thời hiện đại) vừa là tập hợp của các chuẩn mực, thái độ và thực tiễn văn hóa xã hội đặc biệt nảy sinh sau thời Phục hưng - trong"Thời đại của lý trí"của tư tưởng thế kỷ 17 và"Khai sáng"thế kỷ 18. Một số nhà bình luận cho rằng kỷ nguyên của sự hiện đại đã kết thúc vào năm 1930, với Thế chiến II năm 1945, hoặc những năm 1980 hoặc 1990; thời đại sau đây được gọi là hậu hiện đại. Thuật ngữ"lịch sử đương đại"cũng được sử dụng để chỉ khung thời gian sau năm 1945, mà không gán nó cho thời kỳ hiện đại hoặc hậu hiện đại. (Do đó,"hiện đại"có thể được sử dụng như một tên của một thời đại cụ thể trong quá khứ, trái ngược với nghĩa là"thời đại hiện tại.")
Tùy thuộc vào lĩnh vực,"tính hiện đại"có thể đề cập đến các khoảng thời gian hoặc phẩm chất khác nhau. Trong lịch sử, thế kỷ 17 và 18 thường được mô tả là hiện đại sớm, trong khi thế kỷ 19 dài tương ứng với"lịch sử hiện đại"thích hợp. Mặc dù hiện đại bao gồm một loạt các quá trình lịch sử và hiện tượng văn hóa có liên quan với nhau (từ thời trang đến chiến tranh hiện đại), nó cũng có thể đề cập đến trải nghiệm chủ quan hoặc tồn tại của các điều kiện mà chúng tạo ra và tác động liên tục của chúng đến văn hóa, thể chế và chính trị của con người (Berman 2010).
Là một khái niệm phân tích và lý tưởng quy phạm, tính hiện đại được liên kết chặt chẽ với các đặc tính của chủ nghĩa hiện đại triết học và thẩm mỹ; dòng chảy chính trị và trí tuệ giao với Khai sáng; và những phát triển tiếp theo như chủ nghĩa hiện sinh, nghệ thuật hiện đại, sự thành lập chính thức của khoa học xã hội và những phát triển đối lập đương thời như chủ nghĩa Mác. Nó cũng bao gồm các mối quan hệ xã hội gắn liền với sự phát triển của chủ nghĩa tư bản và thay đổi thái độ liên quan đến thế tục hóa và đời sống hậu công nghiệp (Berman 2010).
Đến cuối thế kỷ 19 và 20, hiện đại nghệ thuật, chính trị, khoa học và văn hóa đã đến để thống trị không chỉ Tây Âu và Bắc Mỹ, nhưng hầu như mọi lĩnh vực văn minh trên thế giới, trong đó có phong trào coi như trái ngược với phương Tây và toàn cầu hóa. Thời kỳ hiện đại gắn liền với sự phát triển của chủ nghĩa cá nhân, chủ nghĩa tư bản, đô thị hóa  và niềm tin vào khả năng tiến bộ công nghệ và chính trị. Chiến tranh và các vấn đề nhận thức khác của thời đại này, nhiều trong số đó xuất phát từ tác động của sự thay đổi nhanh chóng và sự mất sức mạnh kết nối của các chuẩn mực tôn giáo và đạo đức truyền thống, đã dẫn đến nhiều phản ứng chống lại sự phát triển hiện đại. Sự lạc quan và niềm tin vào sự tiến bộ không ngừng gần đây đã bị chỉ trích bởi chủ nghĩa hậu hiện đại trong khi sự thống trị của Tây Âu và Anh-Mỹ trên các lục địa khác đã bị lý thuyết hậu thuộc địa chỉ trích.
Theo quan điểm của Michel Foucault (1975) (được phân loại là người đề xướng chủ nghĩa hậu hiện đại mặc dù chính ông đã từ chối nhãn hiệu"chủ nghĩa hậu hiện đại", coi tác phẩm của ông là"một lịch sử quan trọng của hiện đại"— xem, ví dụ, Call 2002),"hiện đại"Như một phạm trù lịch sử được đánh dấu bằng những phát triển như đặt câu hỏi hoặc bác bỏ truyền thống; sự ưu tiên của chủ nghĩa cá nhân, tự do và bình đẳng chính thức; niềm tin vào tiến bộ xã hội, khoa học và công nghệ tất yếu, hợp lý hóa và chuyên nghiệp hóa, một phong trào từ chế độ phong kiến (hay chủ nghĩa nông nghiệp) sang chủ nghĩa tư bản và kinh tế thị trường, công nghiệp hóa, đô thị hóa và thế tục hóa, phát triển nhà nước, dân chủ đại diện, giáo dục công cộng (vv.) (Foucault 1977).
Trong bối cảnh lịch sử nghệ thuật,"tính hiện đại"(Modernité) có ý nghĩa hạn chế hơn,"nghệ thuật hiện đại"bao trùm thời kỳ của k.   1860 Từ1970. Việc sử dụng thuật ngữ này theo nghĩa này được gán cho Charles Baudelaire, người trong bài tiểu luận"Họa sĩ của cuộc sống hiện đại"năm 1864, đã chỉ định"trải nghiệm phù du, phù du của cuộc sống trong một đô thị đô thị", và nghệ thuật trách nhiệm phải nắm bắt kinh nghiệm đó. Theo nghĩa này, thuật ngữ này đề cập đến"một mối quan hệ cụ thể với thời gian, một mối quan hệ đặc trưng bởi sự gián đoạn hoặc rạn nứt lịch sử mãnh liệt, cởi mở với tính mới của tương lai và độ nhạy cảm cao đối với những gì độc đáo về hiện tại"(Kompridis 2006).